# Sugar Hill
Sugar Hill is een plaats (city) in de Amerikaanse staat Georgia, en valt bestuurlijk gezien onder Gwinnett County.

## Demografie
Bij de volkstelling in 2000 werd het aantal inwoners vastgesteld op 11.399.
In 2006 is het aantal inwoners door het United States Census Bureau geschat op 16.170, een stijging van 4771 (41,9%).

## Geografie
Volgens het United States Census Bureau beslaat de plaats een oppervlakte van
23,7 km², geheel bestaande uit land.

## Plaatsen in de nabije omgeving
De onderstaande figuur toont nabijgelegen plaatsen in een straal van 16 km rond Sugar Hill.